# Mia (album Daniela Davoli)
Mia è il secondo ed ultimo album della cantante italiana Daniela Davoli, pubblicato dall'etichetta discografica Aris nel 1978.
L'album è prodotto da Aldo Pomilla. Diversi brani sono firmati da Cristiano Malgioglio, mentre gli arrangiamenti sono curati da Ninni Carucci, che dirige l'orchestra.
L'uscita del disco era stata anticipata da quella del singolo Diverso amore mio/Guerriero di una notte, il cui brano principale aveva partecipato alla manifestazione Disco neve. Dall'album viene tratto un altro singolo, Mia/Divertimento.

## Tracce

### Lato A
1. Divertimento
2. Guerriero di una notte
3. Vivo
4. Bacio
5. Mia

### Lato B
1. Pazza di te
2. Spicciati
3. Diverso amore mio
4. Fantastico... lui
5. Routine